# Il bacio della morte (film 1916)
Il bacio della morte (Dödskyssen) è un film svedese del 1916, diretto ed interpretato da Victor Sjöström. La versione attualmente corrente del film è la ricostruzione attuata dallo Svenska Filminstitutet (Istituto svedese del cinema) nel 2002, che ha utilizzato i circa 30 minuti superstiti della pellicola (originariamente di una durata di circa un’ora) preservati presso la Cinémathèque française . 

## Trama
Il dottor Monro viene trovato morto in casa.
Gli interrogatori dei vari testimoni chiariscono la dinamica dell’accaduto.
La governante di casa Monro racconta che, al ritrovamento del cadavere si trovava in casa un uomo a lei sconosciuto, che, presa in consegna la figlioletta del defunto, le aveva raccomandato di non toccare la bambina prima dell’arrivo della polizia, che aveva già provveduto a chiamare. Sulla testimonianza di quest’uomo - prosegue la governante - all’arrivo della polizia il maggiordomo viene arrestato come autore materiale di quello che appare essere un omicidio.
L’ingegner Weyler, in cura da Monro, racconta di come sia riuscito a trarsi d’impaccio, per riuscire a consegnare in tempo degli importanti progetti che le sue condizioni di salute non gli consentivano di terminare, tramite uno scambio di persona con l’ingegner Lebel, a lui straordinariamente somigliante, e perfettamente in grado di portare a termine il lavoro. Dopo di che Weyler si ritira in un sanatorio.
Il terzo teste è Lebel (lo sconosciuto di cui ha parlato la governante). Egli riferisce come, per rendere più credibile lo scambio di persona, si sia rivolto al dottor Monro, che gli aveva prescritto e preparato la stessa medicina che Weyler assumeva. Sentendosi male dopo aver preso la medicina, Lebel la fa analizzare al suo amico dottor Adell, che vi rinviene tracce di veleno.
Pochi giorni prima della scadenza i progetti sono pronti, ma, una notte, alcuni di essi vengono rubati da casa Weyler (abitata da Label) da un misterioso uomo mascherato. La notte successiva l’uomo mascherato si ripresenta per sottrarre i rimanenti disegni, e viene sorpreso da Lebel, aiutato da Adell, ma riesce a fuggire. Lebel cerca di inseguirlo, ma in strada incontra solo un passante: il dottor Monro. Si ritrova nel giardino la maschera del ladro, e Monro si offre di sottoporla ad analisi chimica nel laboratorio di casa propria, dove si reca con Lebel.
Lebel passa la notte da Monro, e, investigando, scopre che dietro ai tentativi di avvelenamento sta un’azienda concorrente a quella per cui lavorava Weyler. Lebel capisce dunque di essere in pericolo di vita.  Al mattino successivo viene servita la cioccolata: la piccola figlia di Monro rovescia maldestramente su se stessa la bevanda destinata a Lebel. Monro bacia la figlia, e, dopo poco, muore. Nella cioccolata presente sulla bambina viene rilevato il veleno.

## Dramma poliziesco
È stato scritto che i punti di forza del film, «sulla cui complicata trama si può sorvolare, erano due», i racconti dei testimoni visibili attraverso l'uso di flash-back, «una tecnica usata in Svezia fin dal 1911, ma mai con esiti così complessi», e la fotografia di Julius Laenzon «che ricorse alla tecnica della doppia esposizione» già utilizzata dal fratello Henrik in Landhövdingens döttrar (1915). Georges Sadoul, riassumendo la trama in poche parole, la sostituzione dell'ingegnere in un sosia il quale a sua volta si lascia rubare progetti importanti e fondamentali cui segue lo smascheramento del colpevole, scrive che l'interesse del film «è dato soprattutto dalla sceneggiatura, in cui lo stesso fatto è raccontato da testimoni diversi, da punti di vista differenti o addirittura opposti, (...) Sembra a volte che i personaggi emergano dal buio, perché lo sfondo delle scenografie viene lasciato nell'ombra». Da rilevare l'istrionica interpretazione di Sjöström di due diversi personaggi.